# Union Sportclub Landhaus Wien
L'Union Sportclub Landhaus Wien, nota anche co la sua forma contratta USC Landhaus Wien ed italianizzato in Landhaus Vienna, è una squadra di calcio femminile austriaca con sede a Floridsdorf, il ventunesimo distretto di Vienna. Nella stagione 2018-2019 disputa l'ÖFB Frauen Bundesliga, massimo livello del campionato austriaco femminile di calcio.
Con dodici campionati vinti è la squadra più titolata d'Austria.

## Storia
La squadra femminile è stata fondata nel 1968 da Gerhard Traxler. Nello stesso anno, il team si unì alla country house USC come sezione separata. In quel periodo in Austria il calcio femminile era praticamente inesistente, ciò nonostante il presidente della USC Walter Dragoun ha dimostrato lungimiranza e ha immediatamente integrato la squadra femminile nel club. L'USC Landhaus è una delle più antiche e conosciute società di calcio femminile in Austria. La registrazione dell'operazione ufficiale di gioco si è svolta il 1 gennaio 1969. Il suo fondatore Gerhard Traxler non solo è stato capo sezione ma anche il primo allenatore della squadra. Non essendo ancora istituito il campionato austriaco femminile di calcio la squadra ha iniziato a disputare incontri all'estero, in particolare in Cecoslovacchia. Nel 1971, l'USC Landhaus fu finalmente accettata come la prima squadra di calcio femminile della Wiener Fußballverband aufgenommen.
Dal 2015 viene avviata una collaborazione con l'Austria Vienna maschile

### Tornei stranieri e UEFA
Nel corso della sua esistenza, l'USC Landhaus ha attirato l'attenzione del movimento calcistico femminile estero, e più volte invitata a tornei in Ungheria, Repubblica Ceca, Germania e Francia.
Nel 2001 venne invitata a partecipare alla prima edizione della UEFA Women's Cup. Inserita nel gruppo 5 della fase a gironi con le campionesse di Finlandia, l'HJK Helsinki, d'Italia, la Torres, e delle isole Fær Øer, il KÍ Klaksvík, la squadra non fu in grado di essere competitiva nei confronti delle avversarie, perdendo tutti e tre gli incontri disputati classificandosi all'ultimo posto del gruppo e venendo eliminata dal torneo.
Grazie all'allargamento del torneo, alla posizione detenuta dall'Austria nel ranking UEFA e al secondo posto nel campionato 2017-2018, la squadra accede alla stagione 2018-2019 di UEFA Women's Champions League, tornando ad un torneo internazionale ufficiale dopo diciassette edizioni.

## Palmarès
- Campionato austriaco: 12

1974, 1976, 1978, 1981, 1982, 1983, 1988, 1989, 1995, 1997, 2000, 2001
- ÖFB-Ladies-Cup: 11

1973, 1975, 1976, 1980, 1986, 1987, 1988, 1997, 2000, 2001, 2002
- ÖFB-Ladies-Supercup: 1

2002

### Altri piazzamenti
- ÖFB-Ladies-Supercup:

Finalista: 2001, 2004

## Organico

### Rosa 2018-2019
Rosa, ruoli e numeri di maglia estratti dal sito ufficiale, dal sito UEFA.com e dal sito weltfussball.at.
| N. |                    | Ruolo | Calciatrice         |
| -- | ------------------ | ----- | ------------------- |
| 1  | Austria (bandiera) | P     | Vanessa Kuttner     |
| 2  | Austria (bandiera) | D     | Jasmin Fiebiger     |
| 3  | Austria (bandiera) | D     | Pauline Zwickl      |
| 4  | Austria (bandiera) | D     | Romina Bell         |
| 5  | Austria (bandiera) | C     | Annalena Wucher     |
| 6  | Austria (bandiera) | D     | Linda Winkler       |
| 7  | Austria (bandiera) | C     | Duygu Karkac        |
| 8  | Austria (bandiera) | C     | Martina Mädl        |
| 9  | Austria (bandiera) | A     | Besijana Pireci     |
| 10 | Austria (bandiera) | D     | Cornelia Schneeweiß |
| 12 | Austria (bandiera) | C     | Sara Rankovic       |

| N. |                       | Ruolo | Calciatrice         |
| -- | --------------------- | ----- | ------------------- |
| 13 | Austria (bandiera)    | C     | Denise Flasch       |
| 14 | Austria (bandiera)    | D     | Lena Kovar          |
| 15 | Austria (bandiera)    | A     | Melanie Brunnthaler |
| 17 | Austria (bandiera)    | D     | Theresa Rötzer      |
| 18 | Austria (bandiera)    | A     | Jelena Prvulovic    |
| 19 | Austria (bandiera)    | C     | Anna Eberhardt      |
| 20 | Austria (bandiera)    | A     | Stefanie Kremener   |
| 21 | Slovacchia (bandiera) | P     | Lucia El-Dahaibiová |
| 23 | Austria (bandiera)    | A     | Katharina Aufhauser |
| 24 | Slovacchia (bandiera) | C     | Diana Lemešová      |
| 25 | Austria (bandiera)    | P     | Nadine Hinterberger |